# Maltesische Badmintonmeisterschaft 2014
Die Maltesische Badmintonmeisterschaft 2014 fand am 5. April und am 1. Mai 2014 in Cottonera und Kirkop statt.

## Sieger und Platzierte
| Disziplin    | Gold                                     | Silber                       | Bronze                                           |
| ------------ | ---------------------------------------- | ---------------------------- | ------------------------------------------------ |
| Herreneinzel | Stefan Salomone                          | Kenneth Vella                | Samuel Calì                                      |
| Herreneinzel | Stefan Salomone                          | Kenneth Vella                | Kyle Sciberras                                   |
| Dameneinzel  | Fiorella Marie Sadowski                  | Marica Micallef              | Jacqueline Abela Degiovanni                      |
| Dameneinzel  | Fiorella Marie Sadowski                  | Marica Micallef              | Jacqueline Grech Licari                          |
| Herrendoppel | Stefan Salomone Aldo Polidano            | Samuel Calì Stephen Ferrante | Edmond Abela Kenneth Vella                       |
| Herrendoppel | Stefan Salomone Aldo Polidano            | Samuel Calì Stephen Ferrante | Albert Bezzina Ivan Salomone                     |
| Damendoppel  | Marica Micallef Fiorella Marie Sadowski  | Sarah Fava Cheryl Gilford    | Jo'anne Cassar Jacqueline Grech Licari           |
| Damendoppel  | Marica Micallef Fiorella Marie Sadowski  | Sarah Fava Cheryl Gilford    | Jacqueline Abela Degiovanni Klara Therese O'berg |
| Mixed        | Stephen Ferrante Fiorella Marie Sadowski | Edmond Abela Jo'anne Cassar  | Samuel Calì Jacqueline Abela Degiovanni          |
| Mixed        | Stephen Ferrante Fiorella Marie Sadowski | Edmond Abela Jo'anne Cassar  | Aldo Polidano Marica Micallef                    |